# Lonely (álbum)
Lonely é o terceiro álbum de estúdio da cantora brasileira Gretchen, lançado em 1982. O álbum lançou o grande sucesso "Melo Do Piripipi (Je Suis La Femme)", que rendeu a cantora disco de platina.

## Singles
- Melô Do Piripipi (Je Suis La Femme)
- Mambo Mambo Mambo
- Y te Amare
- It's All Right

## Faixas
Lado A
1. Mambo Mambo Mambo
2. Melô Do Piripipi(Je Suis La Femme)
3. My Man of Love
4. It's All Right

Lado B
1. Disco Show Medley
2. Y Te Amaré
3. Opus 69